# Marino Vigna
Marino Vigna   (Milà, 6 de novembre de 1938) és un ciclista italià, ja retirat, que fou professional entre 1961 i 1967. Combinà la seva participació en carretera amb la ciclisme en pista.
Abans de passar al professionalisme va prendre part en els Jocs Olímpics de Roma de 1960, on guanyà la medalla d'or en la prova de persecució per equips del programa de ciclisme, junt a Luigi Arienti, Franco Testa i Mario Vallotto. Com a professional destaca una victòria d'etapa al Giro d'Itàlia de 1963 i la Milà-Torí de 1966. Una vegada retirat va exercir de director esportiu de l'equip Faema entre 1968 i 1970.

## Palmarès
- 1960
  -  Medalla d'or als Jocs Olímpics de Roma en persecució per equips
  - 1r a la Milà-Tortona
  - 1r a la Coppa d'Inverno
- 1963
  - Vencedor d'una etapa al Giro d'Itàlia
- 1964
  - 1r als Tre Valli Varesine
  - 1r al Giro de les Tres Províncies
  - Vencedor d'una etapa del Tour de Romandia
- 1965
  - 1r al Trofeo Laigueglia
- 1966
  - 1r a la Milà-Torí

### Resultats al Giro d'Itàlia
- 1961. Abandona
- 1963. Abandona. Vencedor d'una etapa
- 1964. Abandona
- 1965. 73è de la classificació general
- 1966. 60è de la classificació general

### Resultats a la Volta a Espanya
- 1966. 60è de la classificació general